# 強迫透視

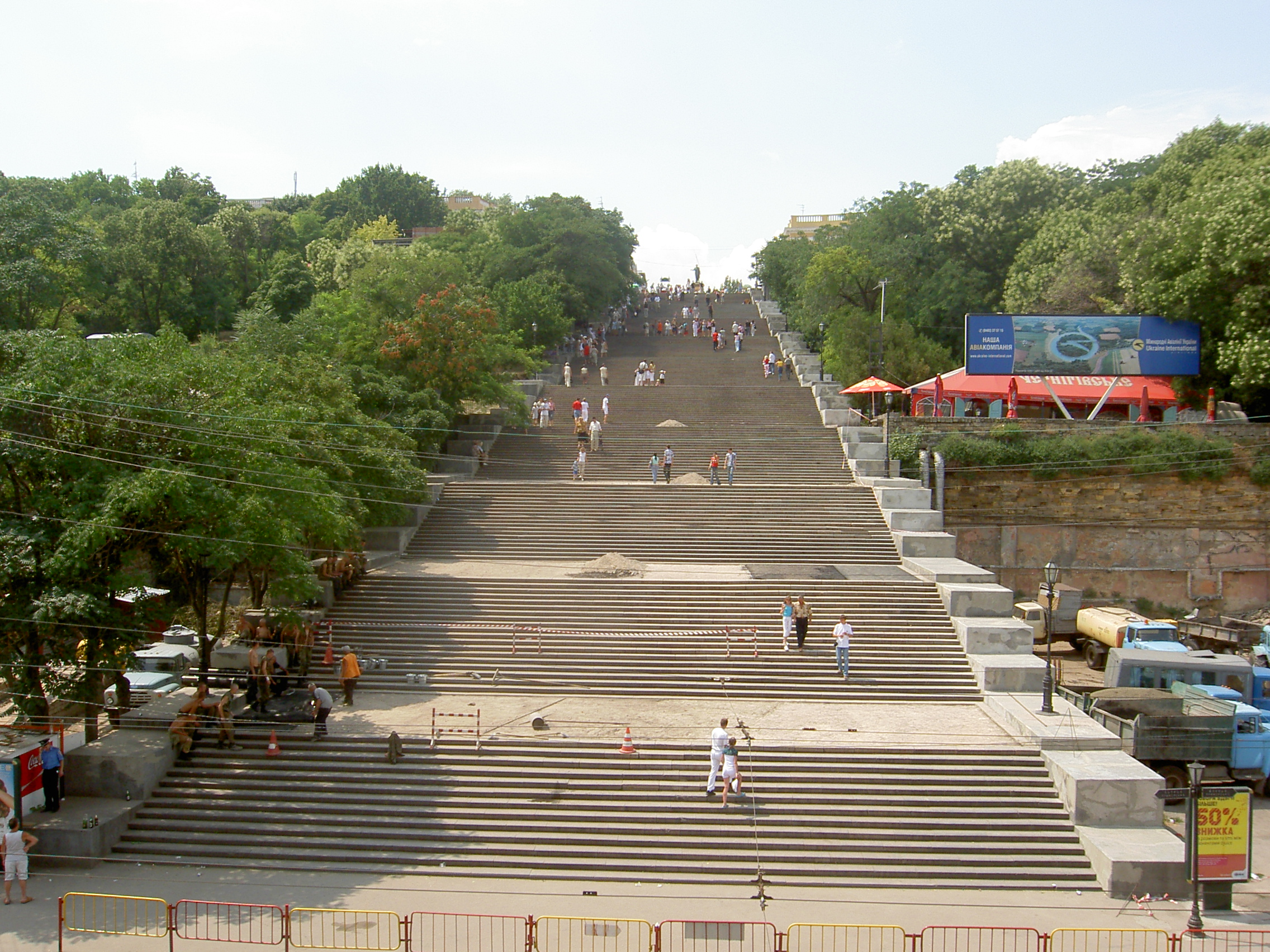
烏克蘭敖德薩的波将金阶梯以強迫透視方式設計，最上方階梯寬12.5公尺，逐漸擴大寬度，最下方達21.7公尺寬

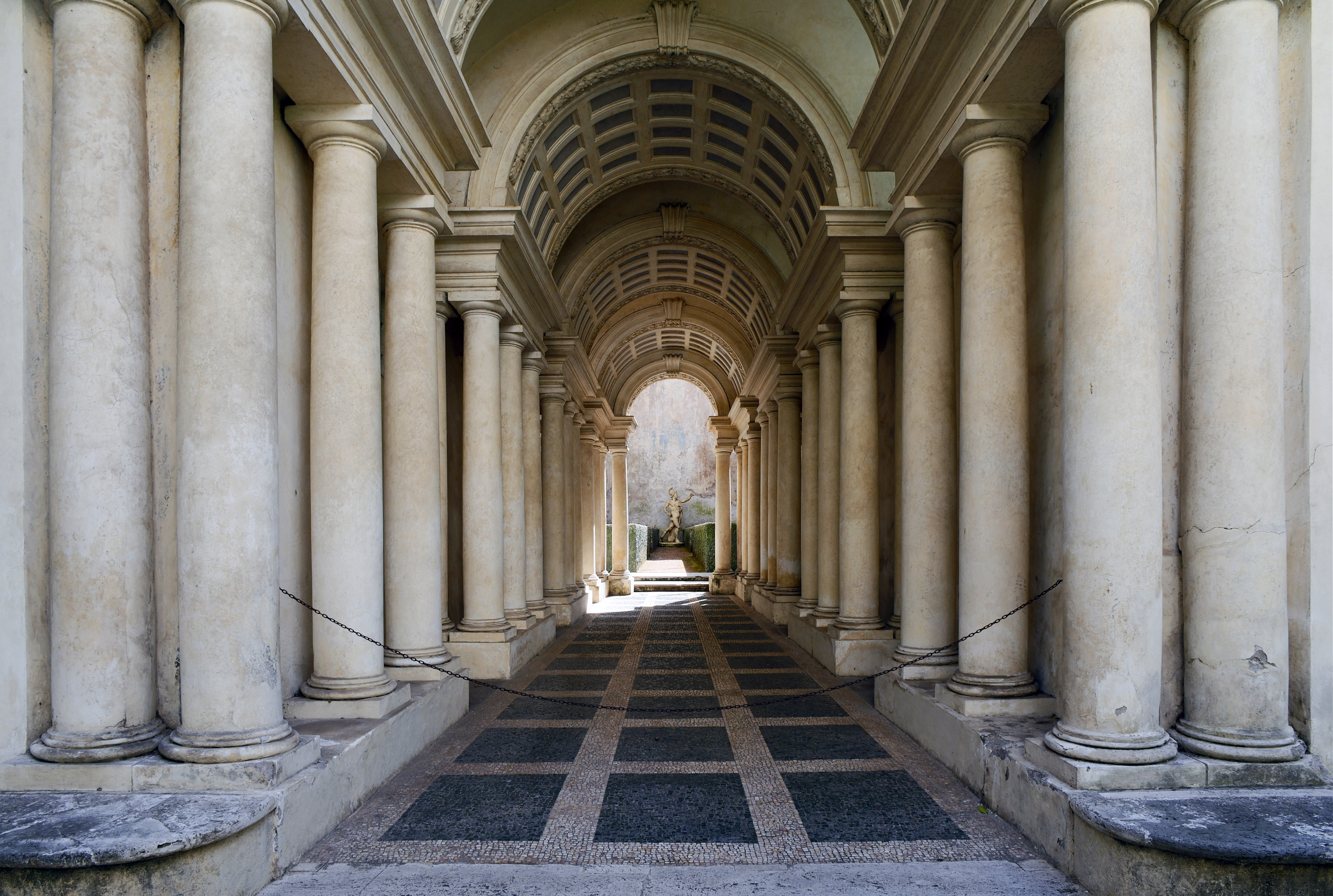
義大利羅馬市的斯帕达宫利用強迫透視手法設計柱廊，將後方的柱子逐漸縮短且地板上昇，使得其顯得更加深邃

強迫透視（英語：Forced perspective），又稱「借位拍攝」，是一種利用視錯覺使物體現的比實際上更大、更遠或者更近、更小的技術，通常通過將實際物體按距離不同縮小、放大來形成。這一手法多見於攝影、建築等領域内。